# 毛拉尼普尔
毛拉尼普尔（Mauranipur），是印度北方邦Jhansi县的一个城镇。总人口50886（2001年）。

## 人口
该地2001年总人口50886人，其中男性26953人，女性23933人；0—6岁人口7654人，其中男4133人，女3521人；识字率62.16%，其中男性为69.83%，女性为53.52%。